# Književnost u 1830.
◄◄ | ◄ | 1827. | 1828. | 1829. | 1830.  | 1831. | 1832. | 1833. | ► | ►►
Arhitektura • Astronomija • Biologija • Glazba • Kazalište • Kemija • Kiparstvo • Knjige • Književnost • Kršćanstvo • Meteorologija • Medicina • Politika • Pravo • Promet • Slikarstvo • Šport • Znanost • Željeznički promet
Književnost u 1830.

## Svijet

### Rođenja
- 15. ožujka – Paul von Heyse, njemački književnik († 1830.)

## Vanjske poveznice
|  | Zajednički poslužitelj ima još gradiva o temi Književnost u 1830. |